# Vivienda protegida
Se denomina vivienda protegida en España a aquellas viviendas construidas en territorio español con arreglo a una normativa de diseño y calidad, de acuerdo con el procedimiento administrativo establecido que las declare como protegidas, y para cuya construcción y/o adquisición la administración pública prevé ayudas de diversa índole, estableciendo como límites más importantes el precio de la vivienda y los ingresos de los adquirentes o inquilinos. La vivienda protegida es una de las políticas de vivienda pública que garantizan el acceso a una vivienda digna.

## Definición concepto amplio
Viviendas construidas con arreglo a una normativa de diseño y calidad, de acuerdo con el procedimiento administrativo establecido que las declare como protegidas, y para cuya construcción y/o adquisición la Administración Pública prevé ayudas{\displaystyle 1} de diversa índole, estableciendo como límites más importantes el precio2 de la vivienda y los ingresos3 de los adquirentes o inquilinos

## Antecedentes legislativos
- Legislación de casas baratas. Ley de 12 de junio de 1911, sobre habitaciones baratas e higiénicas y  Ley de 10 de diciembre de 1921, de casas baratas.
- Viviendas protegidas. Ley de 19 de abril de 1939.
- Viviendas de rentas limitadas. Ley de 15 de julio de 1954.
- Viviendas de Protección Oficial. Decreto de 24 de julio de 1963 (texto refundido de la Legislación de Viviendas de Protección Oficial). Reglamento por Decreto de 2114/1968, de 24 de julio
- Viviendas sociales. Real Decreto – Ley de 30 de julio de 1976
- Real Decreto-Ley 31/1978, de 31 de octubre, sobre construcción, financiación, uso, conservación y aprovechamiento de las viviendas de protección oficial. Reglamento de desarrollo Real Decreto 3148/1978, de 10 de noviembre.
- Legislaciones autonómicas y Planes Estatales de Viviendas.

## Competencias

### Constitución Española de 1978
*Art. 47 CE. Proclama el derecho de todos los españoles a una vivienda digna y adecuada, ordena a los poderes públicos la promoción de las condiciones necesarias para la efectividad de este derecho mediante la adopción de las medidas pertinentes y pretende, en especial, la regulación del suelo de acuerdo con el interés general para impedir la especulación.

### Competencias que inciden en materia de vivienda

#### Comunidades autónomas
- Art. 148.3  competencia exclusiva en materia de vivienda.

#### Del Estado
- 149.1.1 La regulación de las condiciones básicas que garanticen la igualdad de todos los españoles en el ejercicio de los derechos y en el cumplimiento de los deberes constitucionales.
- 149.1.13 Bases y coordinación de la planificación general de la actividad económica.
- 149.1.18 Legislación sobre expropiación forzosa.

## Marco legislativo actual. PLAN ESTATAL 2009-2012
REAL DECRETO 2066/20084, de 12 de diciembre, por el que se regula el Plan Estatal de Vivienda y Rehabilitación 2009-2012
Orden VIV/1952/20095, de 2 de julio, por la que se declaran los ámbitos territoriales de precio máximo superior para el año 2009, a los efectos del Real Decreto 2066/2008, de 12 de diciembre, por el que se regula en Plan Estatal de Vivienda y Rehabilitación 2009-2012.

## Tipologías y características de las viviendas protegidas
-Destinatarios
| Tipos de viviendas protegidas para venta, alquiler y alquiler con opción de compra | Ingresos familiares máximos de los adquirentes e inquilinos (en número de veces el Indicador Público de Rentas de Efectos Múltiples (en adelante, IPREM) |
| Régimen especial                                                                   | 2,5 |
| Régimen general                                                                    | 4,5 |
| Régimen concertado                                                                 | 6,5 |

-Superficie
La superficie útil máxima, a efectos de la financiación establecida en el Plan 2009-2012, es de 90 metros cuadrados. Para los anejos a la vivienda, las superficies útiles máximas serán de 8 metros cuadrados útiles para el trastero y 25 para el garaje o anejo destinado a almacenamiento de útiles necesarios para el desarrollo de actividades productivas en el medio rural.
-Precio
| AMBITOS TERRITORIALES (ATPMS)                                                         | Régimen especial      | Régimen general       | Régimen concertado    |
| Coeficiente localización                                                              | Coeficiente Tipología | Coeficiente Tipología | Coeficiente Tipología |
| GRUPO A Incremento del 60% para general y especial y del 120% si es precio concertado | 1,5                   | 1,6                   | 1,8                   |
| GRUPO B Incremento del 30% para general y especial y del 60% si es precio concertado  | 1,5                   | 1,6                   | 1,8                   |
| GRUPO C Incremento del 15% para general y especial y del 30% si es precio concertado  | 1,5                   | 1,6                   | 1,8                   |
| GRUPO D sin incremento                                                                | 1,5                   | 1,6                   | 1,8                   |

-Ayudas
Las ayudas financieras del Plan, con cargo a los presupuestos del Ministerio de Vivienda, consisten en:
-Subsidios de préstamos convenidos.
-Ayuda estatal directa a la entrada (AEDE).
-Subvenciones

## Calificación definitiva
Acto administrativo emanado por el órgano competente de las comunidades autónomas o de las ciudades de Ceuta y Melilla, en virtud del cual la administración declara protegidos oficialmente una determinada promoción de viviendas.
Es a partir de  este acto, cuando se reconoce definitivamente el cumplimiento de la normativa de vivienda protegida y su vinculación a un especial régimen legal de destino, conservación,  y de limitaciones a la facultad de disposición

## Duración del régimen legal
Las viviendas y alojamientos que se acojan a la financiación del Plan 2009-2012, deberán estar sujetos a un régimen de protección pública, que excluya la descalificación voluntaria, incluso en el supuesto de subasta y adjudicación de las viviendas por ejecución judicial del préstamo, de la siguiente duración:
a) De carácter permanente mientras subsista el régimen del suelo, si las viviendas y alojamientos hubieran sido promovidos en suelo destinado por el planeamiento a vivienda protegida, o en suelo dotacional público, y, en todo caso, durante un plazo no inferior a 30 años.
b) De 30 años, al menos, si las viviendas y alojamientos hubieran sido promovidos en otros suelos.